# Youssef Temimi
Pour les articles homonymes, voir Temimi.
Youssef Temimi (arabe : يوسف التميمي), de son vrai nom Youssef Mouldi Ahmed Hamème, né le 20 septembre 1921 à Menzel Temime et mort le 2 août 1983, est un chanteur tunisien.

## Biographie
Né dans la ville de Menzel Temime, dans la région du cap Bon, il commence ses études à l'école coranique dirigée par Mohamed Ayed et Chedly Hamème.
En psalmodiant les versets du Coran, il se distingue par sa voix qui attire l'attention de son entourage ; il est admis à l'âge de onze ans dans une troupe de la Soulamia dirigée par le cheikh Mahmoud Jamil.
En même temps, il apprend par cœur et reprend les chansons des grands chanteurs et musiciens égyptiens de l'époque tels que Sayed Darwich, Salam Higazi, Abdou El Hamouli, etc. Sur les conseils de son cheikh de la Soulamia, Temimi rejoint Tunis pour continuer ses études à la mosquée de la Kasbah où il a pour enseignant le cheikh Hadj Béchir Ben Fadhel ; ce dernier découvrant ses qualités vocales l'aide à intégrer une troupe de la Soulamia à Tunis, dirigée par Hamouda Mahdi, où il fait la connaissance du cheikh Mohamed Ben Mahmoud qui l'intègre dans sa troupe considérée comme la plus importante troupe de la Soulamia en Tunisie.
En 1943, il décide d'interrompre ses études pour s'inscrire à La Rachidia dirigée par Mustapha Kaak. Il y passe cinq ans sous la supervision de grands musiciens dont Khemaïs Tarnane et Mohamed Triki. Grâce à sa voix, il est admis au sein de Jamaët El Masrah et participe à quelques pièces de théâtre dont Mejnoun Leila.

## Répertoire
| Compositeur        | Titre                      | Nom original           | Poète/parolier        |
| ------------------ | -------------------------- | ---------------------- | --------------------- |
| Abdelaziz Abdallah | Ya samee galbi wdaggatou   | يا سامع قلبي و دقاتو   | Taïeb Lejmi           |
| Abdelaziz Abdallah | Galbi men hobbek yezzih    | قلبي من حبك يزيه       | Tahar Melligi         |
| Abdelaziz Abdallah | Ya ghali taouel el ghiba   | يا غالي طولت الغيبة    | Mohamed Lejmi         |
| Abdelaziz Abdallah | Ya youm el hana            | يا يوم الهناء          | Amor Errayani         |
| Abdelaziz Abdallah | Nirane men ainik           | نيران من عينيك         | Mohsen Hajji          |
| Kamel Aboul Hassen | Dellouni ala aïn el may    | دلوني على عين المي     | Kamel Aboul Hassen    |
| Mohamed Ahmed      | Efou anna ya rahmane       | أعف عنا يا رحمان       | Hédi Ali              |
| Ali Aïd            | Yalli khdhiti galbi        | يااللي خذيتي قلبي      | Ridha Khouini         |
| Ali Aïd            | Maaraftech ya soud el aïn  | ما عرفتش يا سود العين  | Chiheb                |
| Ali Aïd            | Nahnou jounoud el fedaa    | نحن جنود الفداء        | Nasser Saddam         |
| Ali Aïd            | Kassed khir                | قاصد خير               | Mohamed Lejmi         |
| Ali Aïd            | Hiya wallah bjoudha        | هي والله بجودها        | Tahar Oueslati        |
| Ali Aïd            | Ma ydhi-ech hak echahid    | ما يضيع حق شهيد        | Amara Elmersni        |
| Mostari Aïd        | Slatek ya mohamed          | صلاتك يا محمد          | Ahmed Zaouia          |
| Chedly Anouar      | Loun el goronfel           | لون القرنفل            | Ridha Khouini         |
| Chedly Anouar      | Galou el bood alik         | قالوا البعد عليك       | Ahmed Kheireddine     |
| Chedly Anouar      | Ahhit mennek               | أحيت منك               | Abdelmajid Ben Jeddou |
| Chedly Anouar      | Ghannit al aïn el kahla    | غنيت عالعين الكحلة     | Abdelmajid Ben Jeddou |
| Chedly Anouar      | Galouli achahla tghanni    | قالولي عالشهلة تغني    | Mokhtar Hachicha      |
| Chedly Anouar      | Ya waheb omrek             | يا واهب عمرك           | Mokhtar Hachicha      |
| Chedly Anouar      | Ya aïd thaouretna          | يا عيد ثورتنا          | Mokhtar Sahnoun       |
| Chedly Anouar      | Kholkhal dhahbi yrenn      | خلخال ذهبي يرن         | Ahmed Zaouia          |
| Chedly Anouar      | Om chaar h’rir             | أم شعرحرير             | Ahmed Zaouia          |
| Chedly Anouar      | Ellil jaha                 | الليل جاها             | Ahmed Zaouia          |
| Chedly Anouar      | Yassmine ou-fel            | ياسمين و فل            | Ahmed Zaouia          |
| Chedly Anouar      | El ouard mayahlach         | الورد ما يحلاش         | Ahmed Zaouia          |
| Chedly Anouar      | Ya aïn echbah              | يا عين أشبح            | Ahmed Zaouia          |
| Chedly Anouar      | Bin el khamaiel            | بين الخمايل            | Ahmed Zaouia          |
| Chedly Anouar      | Rahi hourya                | راهي حورية             | Ahmed Zaouia          |
| Chedly Anouar      | Zouz bnet                  | زوز بنات               | Ahmed Zaouia          |
| Chedly Anouar      | Mouhal rat el aïn          | محال رات العين         | Ahmed Zaouia          |
| Chedly Anouar      | Lahbib galou safi          | الحبيب قالوا صافي      | Ahmed Zaouia          |
| Chedly Anouar      | Aïdek lelkhayrat           | عيدك للخيرات           | Ahmed Zaouia          |
| Chedly Anouar      | Rahi kawaya                | راهي كواية             | Ahmed Zaouia          |
| Chedly Anouar      | Safer ya babour el bar     | سافريا بابورالبر       | Ahmed Zaouia          |
| Chedly Anouar      | Serb h’mam                 | سرب حمام               | Hassen Mahnouch       |
| Chedly Anouar      | Taaouedna b’hamset ennesma | تعودنا بهمسات النسمة   | Hassen Mahnouch       |
| Chedly Anouar      | Mdinet fes                 | مدينة فاس              | Hammadi El Béji       |
| Chedly Anouar      | Ya aïn khoudh essame       | يا عين خوذ السمع       | Mohamed Taher Thabet  |
| Chedly Anouar      | Ech-hed ya zaman           | اشهد يا زمان           | Hassen Mahnouch       |
| Chedly Anouar      | Aïd kbir                   | عيد كبير               | Mohamed Sellam        |
| Chedly Anouar      | Omrou ma ysir              | عمرو مايصير            | Mohamed El Oud        |
| Chedly Anouar      | Ya jamila                  | يا جميلة               | Amor Ben Salem        |
| Chedly Anouar      | Jitek bekri                | جيتك بكري              | Amara Elmersni        |
| Chedly Anouar      | Ana choft el ward          | أنا شفت الورد          | Amara Elmersni        |
| Chedly Anouar      | El mahdia                  | المهدية                | Jaber Boubaker        |
| Chedly Anouar      | Safer majanech             | سافر ماجاناش           | Rachida Mejri         |
| Chedly Anouar      | Jbin fatma                 | جبين فاطمة             | Moheddine Chiboub     |
| Chedly Anouar      | Soug ya jammal             | سوق يا جمال            | Mongi Sahli           |
| Chedly Anouar      | Ya saï el barid            | يا ساعي البريد         | Ahmed Ghallab         |
| Laaroussi Belliri  | Hezz el golla              | هز القلة               | Sadok Mahouachi       |
| Hechmi Ben Salah   | Ana hobbi ser mkhabbi      | أنا حبي سر مخبي        | Amor Errayani         |
| Hechmi Ben Salah   | Baazima oujed              | بعزيمة وجد             | Belhassen Abdelli     |
| Hechmi Ben Salah   | Men youm araft             | من يوم عرفت            | Sadok Kefi            |
| Hechmi Ben Salah   | Dhekra aziza               | ذكرى عزيزة             | Ahmed Ghallab         |
| Hechmi Ben Salah   | Mazzalt koddami soura      | مازالت قدامي صورة      | Abdelmajid Ben Jeddou |
| Hechmi Ben Salah   | Mokhless wahbib            | مخلص و حبيب            | Ahmed Zaouia          |
| Hechmi Ben Salah   | Aamel maarouf ya salma     | أعمل معروف يا سلمى     | Ahmed Zaouia          |
| Hechmi Ben Salah   | Yalli kabi alik yghanni    | ياللي قلبي عليك ينادي  | Jilani Ouahchi        |
| Hechmi Ben Salah   | Lech tsafer                | لاش تسافر              | Hédi Abdelmalek       |
| Hechmi Ben Salah   | Elli blak hwah             | اللي بلاك أهواه        | Mokhtar Hachicha      |
| Hechmi Ben Salah   | La araft galbi             | لا عرفت قلبي           | Hammadi El Béji       |
| Ali Chalgham       | Ya mahla raoudhek          | يا محلى روضك           | Mokhtar Kammoun       |
| Ali Chalgham       | Ya mahla jamalek ya gmar   | ما أحلى جمالك يا قمر   | Belhassen Abdelli     |
| Ali Chalgham       | Lahn essaàada              | لحن السعادة            | Hédi Ali              |
| Ali Chalgham       | Zin laaroussa              | زين العروسة            | Ameur Tounsi          |
| Ali Chalgham       | Whachtni ya bàida          | وحشتني يا بعيدة        | Mongi Sahli           |
| Sayed Chatta (ar)  | Essabr ya zin              | الصبر يا زين           | Sayed Chatta          |
| Sayed Chatta       | Ya bahr haddi el mouj      | يا بحر هدي الموج       | Hayder Imame          |
| Sayed Chatta       | Ya lafdha belouad          | يا لافظة بالوعد        | Chedly Ben Ali        |
| Sayed Chatta       | Farha oubochra             | فرحة و بشرى            | Mohamed Boudhina      |
| Ismael Ferjani     | Ma dhanitech tebed alaya   | ما ظنيتش تبعد عني      | Ismael Ferjani        |
| Ismael Ferjani     | Daya mezzine al alali      | دايا مالزين العلالي    | Abdelkader Boudhrioua |
| Ismael Ferjani     | Mra fi warda               | مرا في وردة            | Mahmoud Bourguiba     |
| Tahar Gharsa       | Zina ma nakder nousefha    | زينة ما نقدر نوصفها    | Abdelaziz Haj Taïeb   |
| Khemaïes Hannafi   | Bahdha el ain              | بحذا العين             | Chedlia Louati        |
| Béchir Jouhar      | Ya alem el gheib           | يا عالم بالغيب         | Fadhel Harhira        |
| Hédi Jouini        | Nachi al kifah             | نشيد الكفاح            | Abdelaziz Kacem       |
| Hédi Jouini        | Najmet fen el khadhra      | نجمة فن الخضراء        | Ahmed Kheireddine     |
| Hédi Jouini        | Ya saalma                  | يا سالمة               | Slaheddine Ben Ayad   |
| Ahmed Kalaï        | Aïd el jalaa               | عيد الجلاء             | Hédi Ali              |
| Ahmed Kalaï        | Ward el khoudoud fattah    | ورد الخدود فتح         | Ridha Khouini         |
| Ouannès Kraïem     | Sid el ghalla              | سيد الغلّة              | Hédi Laâbidi          |
| Ouannès Kraïem     | Ahl el hawa wechouk        | أهل الهوى و الشوق      | Mokhtar Hachicha      |
| Ouannès Kraïem     | Gouloulha layam            | قولولها الأيام         | Mnaouar Smadah        |
| Ouannès Kraïem     | Chabhou khaddek bel ward   | شبهوا خدك بالورد       | Abdelaziz Ahmed       |
| Ouannès Kraïem     | Yalli chriti hnak btaabi   | يااللي شريت هناك بتعبي | Sadok Mahouachi       |
| Mohamed Lejmi      | Enti hiya                  | انت هي                 | Mohamed Sellam        |
| Hédi Mabrouk       | Khazret Aïn Ghzal          | خزرة عين غزال          | Mohamed Midani        |
| Hédi Mabrouk       | Hmamat fouk el bir         | حمامات فوق البير       | Fadhel Harhira        |
| Salah El Mahdi     | Ya ritni ma habbit         | يا ريتني ما حبيت       | Ahmed Ghrairi         |
| Salah El Mahdi     | Lakalmajdou ya watani      | لك المجد يا وطني       | Abdelmajid Ben Jeddou |
| Salah El Mahdi     | Ya aid foug el koun        | يا عيد فوق الكون       | Abdelmajid Ben Jeddou |
| Maurice Meimoun    | Ainek echahla              | عينك الشهلة            | Chedly Ben Ali        |
| Maurice Meimoun    | Netfakker fi habib waàadni | نتفكر في حبيب وعدني    | Ahmed Zantour         |
| Maurice Meimoun    | Khallouni nghanni          | خلوني نغني             | Mokhtar Hachicha      |
| Maurice Meimoun    | Habbitek bel ghasb alaya   | حبيتك بالغصب علي       | Mokhtar Hachicha      |
| Maurice Meimoun    | Maàzzek andi ya khadhra    | ما أعزك عندي يا خضراء  | Mokhtar Fakhri        |
| Maurice Meimoun    | Ana kalbi mennek fi nar    | أنا قلبي منك في نار    | Mokhtar Kammoun       |
| Maurice Meimoun    | Soug ejjahfa               | سوق الجحفة             | Mokhtar Kammoun       |
| Boubaker Mouldi    | Tounes blad el khir        | تونس بلاد الخير        | Tahar Melligi         |
| Ali Riahi          | Foug erramla               | فوق الرملة             | Kacem Chrif           |
| Ali Riahi          | Elli ma yaarafch el hob    | اللي ما يعرفش الحب     | Mnaouar Smadah        |
| Mohamed Ridha      | Wasfek rim                 | وصفك ريم               | Hassen Mahnouch       |
| Mohamed Ridha      | Ya khdoud el ward          | يا خدود الورد          | Hassen Mahnouch       |
| Mohamed Ridha      | Rabbi maak                 | ربي معاك               | Mokhtar Hachicha      |
| Ahmed Sabbahi      | Khallini Nchoufek ya Salwa | خلّيني نشوفك يا سلوى    | Mohamed Ennouri       |
| Ahmed Sabbahi      | Kif ghabet                 | كيف غابت               | Belhassen Abdelli     |
| Abdelhamid Sassi   | Echouhrour                 | الشحرور                | Ridha Khouini         |
| Abdelhamid Sassi   | Ethnin harou               | اثنين حاروا            | Ridha Khouini         |
| Abdelhamid Sassi   | Edhohka                    | الضحكة                 | Abdelkader Mnasri     |
| Abdelhamid Sassi   | Elhaouaria                 | الهوارية               | Abdelkader Mnasri     |
| Abdelhamid Sassi   | Elli andou mhabba          | اللي عندو محبة         | Mohamed Lejmi         |
| Abdelhamid Sassi   | Mahma yssir                | مهما يصير              | Mohamed Hédi Chemsi   |
| Abdelhamid Sassi   | Ya sahretni                | يا ساحرتني             | Taïeb Lejmi           |
| Mohamed Sassi      | Tahia bladi Haafla         | تحيى بلادي حافلة       | Mustapha Azzouz       |
| Mohamed Sassi      | Ya aïn la yejazik          | يا عين لا يجازيك       | Ridha Khouini         |
| Mnaouar Smadah     | Daa adhekrayat             | دع الذكريات            | Mnaouar Smadah        |
| Mnaouar Smadah     | Sa yochrekou adhiya        | سيشرق الضياء           | Mnaouar Smadah        |
| Youssef Temimi     | Hobbi elaoual              | حبي الأول              | Mongi Ben Yaich       |
| Youssef Temimi     | Ana jitek ya rammal        | أنا جيتك يا رمال       | Mongi Sahli           |
| Youssef Temimi     | Jaich el feda              | جيش الفداء             | Mongi Sahli           |
| Youssef Temimi     | Ebdhelou eddema            | أبذلوا الدماء          | Mongi Sahli           |
| Youssef Temimi     | El ardh elli menha jina    | الأرض اللي منها جينا   | Mahmoud Bourguiba     |
| Youssef Temimi     | Hallit ya aïd ezzitoun     | هليت يا عيد الزيتون    | Ali Amer              |
| Youssef Temimi     | Ahlan wa sahlan            | أهلا و سهلا            | Mohamed Bougatfa      |
| Youssef Temimi     | Khala ya khala             | خالة يا خالة           | Ridha Khouini         |
| Youssef Temimi     | Ghebti alaya               | غبتي علي               | Ahmed Kheireddine     |
| Mohamed Triki      | Soug lakhmiss              | سوق الخميس             | Abdelmajid Ben Jeddou |
| Mohamed Triki      | Edhbah ya chafr modhabbal  | اذبح ياشفرمذبل         | Mohamed Triki         |
| Mohamed Triki      | Bladi                      | بلادي                  | Hammadi El Béji       |
| Mohamed Zahrouni   | Hanian beladi              | هنيئا بلادي            | Hédi Chamsi           |
| Mohamed Zahrouni   | Ban ennour oulah           | بان النور ولاح         | Fatma Dridi           |
| Mohamed Zahrouni   | Akbar farha                | أكبر فرحة              | Béchir Hlilou         |